# Острів виживання
«Острів виживання», також відомий за назвою «Трійко» — фільм у жанрі еротичний трилер, відзнятий під керівництвом Стюарта Рефіла. В головних ролях з'явилися: Біл Зейн, Келі Брук та Хуан Пабло Ді Паче.

## Сюжет
Джек і Дженніфер — заможна пара, яка проводить Різдво на яхті в Карибському морі. Один із членів екіпажу — привабливий Мануель, якого прокляла його розлючена колишня дівчина Марія перед відплиттям. Мануель виглядає стурбованим і насилу виконує прохання, особливо Джека, який починає дратуватися. Мануель також закохується в Дженніфер, почувши, як вона займається сексом із Джеком у їхній каюті. Коли капітан Річардс дорікає Мануелю, той кидає роботу, жбурляє ганчірку і йде з камбуза. Ганчірка падає на газовий вогонь, спричиняючи пожежу на яхті. Капітан не може загасити полум’я вогнегасником, і всі покидають судно. Тієї ж ночі шторм перевертає їхні рятувальні шлюпки, і всі розлучаються.
Дженніфер опиняється на безлюдному острові сама, поки не помічає тіло капітана Річардса у воді. Вона намагається реанімувати його, але безуспішно, і Мануель, який з’являється, також не може його врятувати. Вони ховають капітана і, під керівництвом Мануеля, будують хатину та шукають їжу. Через два дні Мануель знаходить Джека живим біля рифу і приводить його до Дженніфер.
Спочатку Джек вдячний, але незабаром починає підозрювати Мануеля в зацікавленості його дружиною і оголошує його ворогом, обіцяючи зруйнувати його життя після порятунку. Це ставить Дженніфер у складне становище: її вірність Джеку конфліктує з усвідомленням, що їм потрібна допомога Мануеля для виживання. Гордий Джек наполягає, що може забезпечити їх обох, але швидко стає зрозуміло, що він не справляється. Стосунки Джека і Дженніфер погіршуються.
Одного дня Джек краде окуляри Мануеля для риболовлі. Дізнавшись про це, Мануель погрожує вбити його. Дженніфер намагається заспокоїти Мануеля, але під час сутички він притискає її до землі і починає ґвалтувати, прагнучи помститися Джеку. Однак Дженніфер перестає чинити опір і піддається йому. Після цього вона відчуває докори сумління, хоча їй сподобалося, а Мануель зізнається їй у коханні. Коли Джек повертається, Дженніфер ненароком натякає на те, що сталося, і він у люті відкидає її.
Пізніше Джек знаходить човен на дні океану, витягує його на берег і намагається полагодити. Тієї ночі Мануель і Дженніфер купаються вночі, а Джек спостерігає за ними здалеку. Під час їхньої близькості Дженніфер пропонує вкрасти човен, поки Джек рибалить, щоб утекти разом. Наступного ранку вони крадуть човен, але він починає тонути — Джек навмисне підстроїв це, щоб вони потонули. Їм доводиться пливти назад до острова, де Джек нападає на виснаженого Мануеля списом і викрадає Дженніфер. Мануель рятує її тієї ж ночі, але отримує поранення і хворіє.
Наступного дня Джек знаходить їх на дереві. Він кидає спис у ослабленого Мануеля, який падає на землю. Джек готується його добити, але Дженніфер притискає Джека до землі, намагаючись зарізати його ножем. Мануель бере важкий камінь, щоб розчавити Джека, але втрачає рівновагу і падає, наштрикнувшись на спис. У цей же момент Марія проводить вуду-ритуал, проколюючи фігурку Мануеля.
Через рік сім’я на яхті зупиняється біля острова і знаходить Дженніфер, яка спить у хатині. Все ще пригнічена смертю Мануеля, вона покидає острів із ними, не згадуючи, що Джек, з яким їй довелося жити після смерті Мануеля, також там. Джек, який рибалить, бачить, як вона відпливає, і кричить, але Дженніфер, укравши його запальничку, щоб він не міг розводити вогонь, ігнорує його, а сім’я на яхті його не чує. Джек залишається покинутим на острові, і його подальша доля невідома.